# Punta Whymper
El Punta Whymper és una muntanya de 4.184 metres que es troba entre les regions de l'Alta Savoia a França i la Vall d'Aosta a Itàlia. Forma part de les Grandes Jorasses conjuntament amb les puntes Walker (4.208 m.), Croz (4.110 m.), Marguerita (4.065 m.), Hélèna (4.045 m.) i Young (3.996 m.)

## Toponímia
El nom Whymper d'aquest cim prové d'Edward Whymper, el primer escalador de les Grandes Jorasses..